# خنفساء الخمان طويلة القرون
خنفساء الخمان طويلة القرون أو خنفساء البلسان طويلة القرون (الاسم العلمي: Desmocerus)، جنس حشرات خنفسية من غمديات الأجنحة وفصيلة خنافس طويلة القرون. وتحتوي على الأنواع التالية:
- Desmocerus aureipennis Chevrolat, 1855
- Desmocerus californicus Horn, 1881
- Desmocerus palliatus (Forster, 1771)